# Comtés de l'État du Michigan
L'État américain du Michigan est divisé en 83 comtés (counties), dont 68 se trouvent dans sa péninsule inférieure et 15 se trouvent dans sa péninsule supérieure.
49 comtés portent un nom unique, tandis que 30 autres ont un ou plusieurs homonymes dans d'autres États de l'Union et pour quatre, un homonyme en Irlande (dans ce dernier cas, l'homonymie est partielle en anglais, puisque l'emplacement du mot county diffère suivant son emploi concernant le comté irlandais ou le comté américain).
16 villes sièges de comtés portent un nom unique.

## Liste des comtés
Nom des comtés avec indication, entre parenthèses, du siège du comté. Les comtés ayant un nom unique sont suivis du symbole °, de même que les sièges de comtés ayant un nom unique.
| - Alcona (Harrisville) - Alger (Munising) ° - Allegan (Allegan) - Alpena (Alpena) - Antrim (Bellaire) - Arenac (Standish) - Baraga (L'Anse) - Barry (Hastings) - Bay (Bay City) - Benzie (Beulah) - Berrien (Saint-Joseph) - Branch (Coldwater) - Calhoun (Marshall) - Cass (Cassopolis) ° - Charlevoix (Charlevoix) - Cheboygan (Cheboygan) - Chippewa (Sault Ste. Marie) - Clare (Harrison) - Clinton (St. Johns) - Crawford (Grayling) - Delta (Escanaba) - Dickinson (Iron Mountain) - Eaton (Charlotte) - Emmet (Petoskey) - Genesee (Flint) - Gladwin (Gladwin) - Gogebic (Bessemer) - Grand Traverse (Traverse City) ° | - Gratiot (Ithaca) - Hillsdale (Hillsdale) - Houghton (Houghton) - Huron (Bad Axe) ° - Ingham (Mason) - Ionia (Ionia) - Iosco (Tawas City) ° - Iron (Crystal Falls) - Isabella (Mount Pleasant) - Jackson (Jackson) - Kalamazoo (Kalamazoo) - Kalkaska (Kalkaska) ° - Kent (Grand Rapids) - Keweenaw (Eagle River) - Lake (Baldwin) - Lapeer (Lapeer) - Leelanau (Suttons Bay Township) ° - Lenawee (Adrian) - Livingston (Howell) - Luce (Newberry) - Mackinac (Saint-Ignace) - Macomb (Mount Clemens) ° - Manistee (Manistee) - Marquette (Marquette) - Mason (Ludington) - Mecosta (Big Rapids) ° - Menominee (Menominee) - Midland (Midland) | - Missaukee ° (Lake City) - Monroe (Monroe) - Montcalm ° (Stanton) - Montmorency ° (Atlanta) - Muskegon ° (Muskegon) ° - Newaygo ° (White Cloud) - Oakland ° (Pontiac) - Oceana ° (Hart) - Ogemaw ° (West Branch) - Ontonagon ° (Ontonagon) - Osceola (Reed City) ° - Oscoda ° (Mio) - Otsego (Gaylord) - Ottawa (Grand Haven) ° - Presque Isle ° (Rogers City) ° - Roscommon (Roscommon) - Saginaw ° (Saginaw) - Saint Clair ° (Port Huron) ° - Saint-Joseph (Centreville) - Sanilac ° (Sandusky) - Schoolcraft ° (Manistique) ° - Shiawassee ° (Corunna) - Tuscola ° (Caro) - Van Buren (Paw Paw) - Washtenaw ° (Ann Arbor) ° - Wayne (Détroit) - Wexford (Cadillac) |